# Valéry Giscard d’Estaing
Valéry René Marie Georges Giscard d’Estaing (Koblenz, 1926. február 2. – Authon, 2020. december 2.) francia politikus, 1974 és 1981 között az Ötödik Köztársaság 5. elnöke volt.

## Ifjúkora
Gazdag, nagypolgári családban született. Apja, Edmond Giscard, magasrangú kormánytisztviselő és üzletember 1922-ben élt a törvény adta lehetőséggel, és felvette negyedfokú nőágú felmenőjének d’Estaing családnevét. Koblenzben, a porosz Rajna tartományban állomásozó, megszálló francia csapatoknál teljesített szolgálatot.
Giscard d’Estaing Clermont-Ferrand-ban érettségizett, majd katonaként szolgált a második világháború utolsó évében. A Croix de Guerre 1939-1945 francia katonai kitüntetéssel szerelt le. Az École polytechnique elvégzése után az ENA (École nationale d’administration) hallgatója lett. Hivatali pályafutását 1952-ben az államigazgatási pénzügyi ellenőrzés területén kezdte.

## Politikai pályafutása
1956-ban Puy-de-Dôme megye képviselőjeként bekerült a nemzetgyűlésbe. 1958-tól Charles de Gaulle követője lett. 1959-ben Michel Debré kormányában a pénzügyekért felelős államtitkár, 1962-től gazdasági és pénzügyminiszter Georges Pompidou kormányában. Az infláció csökkentése érdekében stabilizációs gazdaságpolitikai terveket dolgozott ki, amelyeket csak részben sikerült megvalósítani, ezért lemondott posztjáról 1966-ban. Még abban az évben megalapította a Független republikánusok nemzeti szövetségét (RI). 1969-ben de Gaulle tábornok lemondása után Georges Pompidou-t támogatta az elnökválasztáson. Jacques Chaban-Delmas, majd Pierre Messmer kormányában ismét a gazdasági és pénzügyminiszteri posztot töltötte be. 1970-ben a Gazdasági Együttműködési és Fejlesztési Szervezet Tanácsának elnöke volt.
1974. május 19-én az Ötödik Köztársaság 20. elnökévé választották a gaullista Chaban-Delmas és a szocialista François Mitterrand ellenében. A jobboldali Giscard bár de Gaulle követője volt, de nem csatlakozott a gaullistákhoz. Jacques Chiracot bízta meg a kormányalakítással, aki Giscard mellett mozgósította a gaullista választókat.
Giscard elnök új korszak nyitását jelentette be, egy „liberális és haladó társadalom” létrehozását. Reformokat indított el: a nagykorúság és a választójog korhatárát 18 évre csökkentették, lehetővé vált a házasság felbontása közös megegyezéssel, Simone Veil egészségügyi miniszter közreműködésével törvény született a születésszabályozásról és a terhességmegszakításról, új törvény egységesítette az alapfokú oktatást.
1945 és 1975 között a francia gazdaság dinamikusan fejlődött, de hamarosan stagnálás következett. Az 1973-as olajválság után nőtt a munkanélküliek száma, emelkedtek a nyersanyagárak, felgyorsult az infláció. Chirac, az Union des démocrates pour la cinquième République gaullista ideológiát követő párt főtitkára nem volt hajlandó pártját a Giscard-i politika szolgálatába állítani, hű maradt a gaullizmushoz. 1976-ban önként lemondott annak ellenére, hogy az Ötödik Köztársaság miniszterelnökei de Gaulle óta csak is az elnök felszólítására hagyták el a kormányfői posztot. Giscard Raymond Barre közgazdászt kérte fel az új kormány megalakítására, s aki szigorú költségvetési politikát vezetett be.
Elnöksége idején Zaire kormányának kérésére Franciaország katonai beavatkozást hajtott végre Kolweziben. 1978. május 13-án a Francia Idegenlégió 2. ejtőernyős ezrede légi hadműveletben leverte a Kongói Nemzeti Felszabadítási Front által kirobbantott népfelkelést. 
Giscard d’Estaing külpolitikájában a közös Európa építésére koncentrált. Személyes jó barátjával, Helmut Schmidt német kancellárral felkarolta a monetáris unió gondolatát. 1981-ben François Mitterrand-nal szemben veszített az elnökválasztáson.
Az francia és az európai politikai életben továbbra is aktív maradt. 
- az Alkotmányozó Tanács tagja (1981–2020)
- Puy-de-Dôme nemzetgyűlési képviselője (1984–89) (1993–2002)
- Auvergne Regionális Tanácsának elnöke (1986–2004)
- a francia nemzetgyűlés külügyi bizottságának elnöke (1987–1989) (1993–1997)
- a Clubs Perspectives et Réalités alapító elnöke (1988–1995)
- az Unió a Francia Demokráciáért (UDF) párt elnöke (1988–1996)
- az Európai Parlament képviselője (1989–1993)
- az Európai Önkormányzatok és Régiók Tanácsának elnöke (CCRE/CEMR) (1997–2004)
- a Fitch Ratings Nemzetközi Tanácsadó Bizottságának elnöke (2002)
- az Európai Konvent elnöke (2002–2003)
- a Francia Akadémia tagja (2003)

## Kitüntetései
- Croix de guerre 1939–1945
- a Francia Köztársaság Becsületrendjének nagykeresztje
- a Francia Köztársaság Nemzeti Érdemrendjének nagykeresztje
- a Máltai lovagrend Becsület és Odaadás Lovagja
- a Lateráni bazilika tiszteletbeli kanonokja
- Nansen Menekültdíj
- a Real Academia de Ciencias Economicas y Financieras, Madrid tagja
- az Alexander S. Onassis Alapítvány díja
- Az év politikusa Trombinoscope-díj (2000)
- Jean Monnet Alapítvány Európáért Aranyérem
- Nemzetközi Nagy Károly-díj
- De Gaulle–Adenauer-díj (Helmut Schmidttel közösen)

## Politikai írásai és egyéb művei
- Démocratie française (1976)
- Deux Français sur trois (1984)
- Le Pouvoir et la Vie – tome I "La Rencontre" (1988)
- Le Pouvoir et la Vie – tome II "L’Affrontement" (1991)
- Le Passage (1994)
- Dans cinq ans, l’an 2000 (1995)
- Les Français, réflexions sur le destin d’un peuple (2000)
- Giscard d’Estaing - Entretien avec Agathe Fourgnaud (2001)
- Giscard d’Estaing présente la Constitution pour l’Europe (2003)
- Le Pouvoir et la Vie – tome III "Choisir" (2006)
- Mathilda (2011)

Magyarul megjelent művei
- Hatalom és élet; ford. Szabolcs Katalin; Európa, Bp., 1992 (Emlékezések)
- A franciák. Reflexiók egy nép sorsáról; ford. Vargyas Zoltán; Európa, Bp., 2002